# Nosivolo
De Nosivolo is een van de belangrijkste zijrivieren van de Mangoro in het oosten van Madagaskar. Ze ontspringt ten oosten van de stad Fandriana en passeert de stad Marolambo. Haar grootste zijrivieren heten Sandranamby (waarmee ze samenvloeit in de buurt van Marolambo), Sahadinta, Manandriana en Sahanao.
De rivier is voornamelijk waardevol vanwege haar biodiversiteit, waardoor ze in 2010 aan de lijst van Ramsargebieden is toegevoegd. In de Nosivolo leven onder meer de cichliden Katria katria en Oxylapia polli, verder ook de Malagassische regenboogvis.